# Barre (Tarn)
Barre (en francès Barre) és un municipi francès situat al departament del Tarn i a la regió d'Occitània.

## Demografia
| 1841                                       | 1962 | 1968 | 1975 | 1982 | 1990 | 1999 | 2007 | 2018 |
| ------------------------------------------ | ---- | ---- | ---- | ---- | ---- | ---- | ---- | ---- |
| 1476                                       | 362  | 384  | 369  | 286  | 257  | 215  | 211  | 207  |
| Des de 1962: població sense dobles comptes |      |      |      |      |      |      |      |      |

## Administració
| Període   | Identitat       | Partit |
| --------- | --------------- | ------ |
| 2001-2008 | Gabriel Roulenq |        |
| 2008-     | Claude Aninat   |        |